# Déisis Opletchny
La Déisis Opletchny (en russe Оплечный Деисус) est une icône russe de la période pré-mongole. Elle fait partie des collections de la Galerie Tretiakov. Comme la déisis, également pré-mongole et en buste, Le Sauveur Emmanuel et les Anges, elle est parmi les plus anciennes liées à la tradition de l'art de Kiev et provient, avant d'être exposée à la galerie Trétiakov, de la cathédrale de la Dormition de Moscou.

## Histoire
L'icône était datée du XIIe siècle par Igor Grabar puis par Valentina Antonova. Mais les historiens d'art Victor Lazarev et Galina Kolpakova la datent eux du premier tiers du XIIIe siècle. Elle appartient à l'école de Vladimir-Souzdal. Elle représente le visage de la Vierge, de Jésus-Christ et de Jean le Baptiste. Dans la Cathédrale de la Dormition elle se trouvait dans la châsse de Philippe II de Moscou. Elle est rénovée au XVIe siècle.
Elle est entrée dans la collection de la Galerie Trétiakov en 1936, en provenance du Palais des Armures au Kremlin de Moscou où elle se trouvait depuis un an (1935) depuis son transfert de la Cathédrale de la Dormition du Kremlin. Cette même année 1936 elle est à nouveau rénovée, cette fois par I. A. Baranov.

## Iconographie
Comme la déisis Le Sauveur Emmanuel et les Anges, cette déisis Opletchny a été réalisée pour une iconostase. Pour Victor Lazarev son exécution artistique est moins bien réussie :
« Les visages expriment ici moins de spiritualité, leur réalisation est celle d'un maître moins qualifié  dont le style est plutôt archaïsant. »
Véra Traimond est d'un autre avis quant à la spiritualité mais note également le style archaïsant. Pour V. Traimond « les trois personnages sont d'une grâce retenue et marqués par une extrême spiritualité. » .
Les personnages sont présentés comme dans un petit cercle. Les visages de la Vierge et de Jean le Baptiste sont un peu plus grands que le visage du Christ, ce qui donne un peu de profondeur à l'image. La Vierge a la tête couverte d'un maforii brun-rougeâtre avec un bord jaune et dont on devine un fond bleu foncé. Jésus-Christ est vêtu d'un chiton brun et d'un himation vert foncé. Jean est vêtu d'un cilice de même couleur que l'himation du Christ.
Sur les visages du Christ et de Jean, la couche de peinture d'origine a disparu (sur le visage du Christ le rouge est effacé jusqu'à la doska et on aperçoit des retouches tardives de ton rouge). Le visage de la Vierge est mieux conservé, même si elle a perdu une partie des couches supérieures de la peinture. À sa droite, des fragments d'écritures anciennes de peinture noire ont été conservées.
L'icône est réalisée sur une doska en bois de tilleul composée de trois parties juxtaposées. Des clous remplacent les chponkas primitifs. La doska est creusée par un kovtcheg dans la partie centrale. Il n'y a pas eu de pavoloka à l'origine, mais seulement tardivement (XVIe siècle) et sur les seuls côtés. Sur celle-ci a été posé du gesso.